# Marta sui Tubi
Marta sui Tubi est un groupe musical folk rock italien crée à Bologne en 2002 .

## Histoire
Marta sui Tubi est un projet né lorsque Giovanni Gulino et Carmelo Pipitone à l'été 2002 décident de faire musique ensemble.
À l'automne de la même année, le duo s'installe à Bologne et donnent vie à Marta sui Tubi, un groupe basé sur deux voix et une guitare acoustique.
Le répertoire comprend une trentaine de nouvelles chansons qu'ils jouent dans les pubs de Bologne. En janvier 2003, Marta sui Tubi enregistre une démo  de 11 chansons.
Leur premier album Muscoli e dei est publié en 2003 .

### Formation originale
- Giovanni Gulino (Marsala, 1971) - vocal (2002 - )
- Carmelo Pipitone (Marsala, 1978) - vocal, guitare (2002 - )
- Ivan Paolini (Palerme, 1972) - batterie (2004 - )

## Discographie partielle

### Album  studio
- 2003 : Muscoli e dei[3]
- 2005 : C'è gente che deve dormire
- 2008 : Sushi & Coca
- 2011 : Carne con gli occhi
- 2013 : Cinque, la luna e le spine[4].
- 2016 : Lostileostile

### Album live
- 2013 : Cinque, la luna, le spine e il live

### Compilation
- 2014 : Salva gente[5]

### Extended play
- 2011 : Carne con gli occhi live

### Singles
- 2003 : Stitichezza cronica
- 2003 : Vecchi difetti
- 2005 : Perché non pesi niente
- 2006 : L'abbandono
- 2008 : L'unica cosa
- 2009 : La spesa
- 2010 : Senza rete
- 2011 : Cristiana
- 2011 : Di vino
- 2012 : Cromatica
- 2013 : Vorrei